# Ncotshane
Ncotshane is een plaats in de Zuid-Afrikaanse provincie KwaZoeloe-Natal.
Ncotshane telt ongeveer 34.000 inwoners.